# Alberghetti
Gli Alberghetti furono una famiglia di fonditori e di costruttori di armi da fuoco attivi prevalentemente a Venezia.
Originari di Massa Fiscaglia, nel Ferrarese, sono noti a partire da un Alberghetto, nato però nella contrada San Paolo di Ferrara, il quale nel 1485 lavorava a Firenze al servizio di Lorenzo il Magnifico. Tornato in Emilia, nel 1487 lo si ritrova presso Ercole I d'Este e poco dopo presso Galeotto Manfredi. Dal 1498 risulta attivo a Venezia.
L'attività fu proseguita dai figli Sigismondo, Domenico e Giovanni i quali lavorarono per la Serenissima fondendo pezzi di artiglieria, ma anche campane e opere d'arte. Nel 1509, inoltre, lo stesso Giovanni produceva bombarde per i Gonzaga.
Il 24 febbraio 1528 Sigismondo d'Alberghetto (così si firmava) inviò da Venezia, dove abitava alla contrada S. Blasio, una lettera al duca di Ferrara Alfonso I d'Este nella quale egli professava sé e i figli suoi servitori ed, essendo deceduto Giacomo Bevilacqua, maestro delle artiglierie di quel ducato, gli offriva di subentrare con essi al defunto; quale unico premio d'ingaggio, chiedeva l'esenzione fiscale per i beni di famiglia siti in Massa Fiscaglia. Nel caso il duca non avesse accettato, gli chiedeva in alternativa di assumere nel suddetto prestigioso incarico il solo figlio Fabio senza alcuna esenzione fiscale. Evidentemente Alfonso non accettò alcuna delle due offerte perché qualche tempo dopo Fabio di Sigismondo assunse le redini della fonderia che la famiglia aveva aperto qualche anno prima presso l'Arsenale di Venezia e che tenne sino alla caduta di quella repubblica; alla fine dello stesso 1528 Sigismondo soggiornava comunque a Ferrara dove acquistava un appezzamento da certo Antonio M. Aranio (o Aragno) fu Andrea, soprannominato 'Barban', di Massa Fiscaglia con atto rogato il 6 novembre dal notaio Galeazzo Schivazappa (2). Gli Alberghetti continueranno a servire la Serenissima, come confermerà poi il vicentino Alessandro Capo Bianco, capitano dei bombardieri della città di Crema, verso la fine del secolo:
... l'artiglierie che a' nostri tempi si gettano nell'arsenal nostro, fatte con tanta diligenza e cura da' nostri funditori 'sì famosi, per il Magnifico Sigismondo e Giulio Milio e Cesare e Milio Alberghetti, successori de' loro antichi padri che 200 anni fa (‘da 200 anni’) hanno sempre havuto detto carico, da' quali si veggono opere in dette artiglierie ‘sì stupende in bontà come in bellezza, oltre che gli è (‘ci sono’) il Magnifico Nicolò e Vincenzo di Conti, persone molto giudiciose e di non poco valore. (3)
Altri membri degni di nota furono Alberghetto di Sigismondo che realizzò due colubrine per Guidobaldo II della Rovere (oggi conservate presso il Museo storico nazionale dell'artiglieria di Torino); suo figlio Giulio, che fuse la statua di Tommaso Rangone del Sansovino, posta sulla facciata della chiesa di San Giuliano a Venezia; Alfonso, che successe al precedente attorno al 1568, autore di una vera da pozzo nel cortile del Palazzo ducale, denominato Pozzo dell'Alberghetti; Sigismondo di Emilio, che risultava direttore dell'azienda nel 1601 quando venne chiamato a Candia come "esperto". Quest'ultimo fu anche investito, con altre famiglie, del feudo di Meduna.
Alcuni Alberghetti lavorarono però altrove: è il caso di Virginio di Giovanni, che diresse la fonderia di Ragusa tra il 1546 e il 1570; di Giovanni di Giulio, che operò a Firenze collaborando con il Giambologna durante la realizzazione della statua equestre di Cosimo I de' Medici, in piazza della Signoria, e autore di un sagro, ora esposto al Museo dell'artiglieria, su cui sono scolpite cinque stelle che ricordano i satelliti di Giove (i cosiddetti "satelliti medicei") da poco scoperti da Galileo.
Del Seicento si ricorda particolarmente Giusto Emilio di Sigismondo che nel 1614 scrisse due trattati - inediti - sull'uso delle bombe. Fu anche sergente generale delle artiglierie della Serenissima e morì durante l'assedio di Gradisca del 1616. Serguirono Sigismondo di Orazio, valente meccanico apprezzato anche da Galileo, Sigismondo di Giovanni Battista, che pubblicò vari trattati di artiglieria (Esame de' bombisti. Venezia 1685; Il direttore delle proiettioni orizzontali. Venezia, 1691;  Nova artilleria veneta. Venezia, 1703.), e Orazio di Giovanni Battista, che operò presso le fortificazioni della Morea e che fu autore, a tal proposito, di una scrittura rimasta inedita. Un Gianfrancesco di Giambattista fu autore di un pilone bronzeo davanti alla porta dell'Arsenale (1693), di un cannone a Nauplia e di due candelabri della chiesa di San Giorgio Maggiore.
Anche nel XVIII secolo gli Alberghetti continuarono a distinguersi nel campo della fonderia con un Giambattista, autore di un cannone commemorativo della visita di Federico IV di Danimarca (1708) e dei rilievi con le storie di san Domenico nella chiesa dei Santi Giovanni e Paolo (1720 circa). Ultimo artigiano della famiglia fu Giacomo di Giusto Emilio, nominato fonditore della Repubblica nel 1792.